# Yuto Horigome
Yuto Horigome (堀米 悠斗 Horigome Yuto?, Hokkaido, 9 de septiembre de 1994) es un futbolista japonés que juega como defensa en el Albirex Niigata.

## Trayectoria

### Clubes
| Club                            | País  | Año       |
| ------------------------------- | ----- | --------- |
| Hokkaido Consadole Sapporo      | Japón | 2013-2016 |
| Fukushima United F. C. (cedido) | Japón | 2014      |
| Albirex Niigata                 | Japón | 2017-     |